# Aero HC-3
L'Aero HC-3 era un elicottero biposto prodotto dall'azienda cecoslovacca Aero Vodochody s.a. negli anni sessanta.

## Descrizione
L'HC-3 era simile all'HC-2 ma differiva per avere un sottocarro a quattro gambe, una sezione della cabina più grande e un motore sopra e dietro la cabina.

## Sviluppo
Furono costruiti tre prototipi HC-3 (immatricolazioni civili da OK-15 a OK-17), con il primo aereo in volo il 16 maggio 1960, ma l'HC-3 non fu messo in produzione.